# Andesita

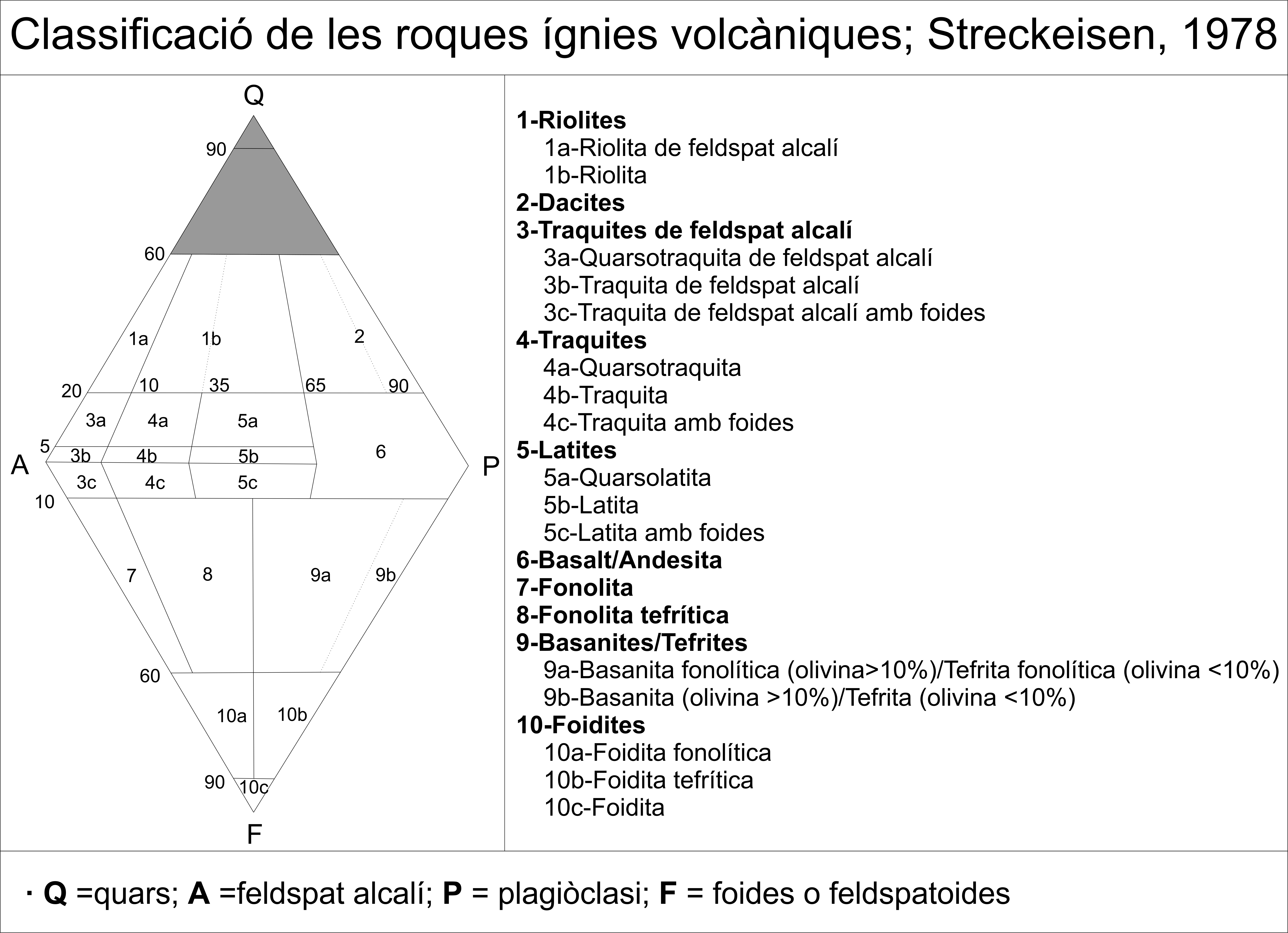
Classificació de les roques ígnies volcàniques segons Streckeisen 1978. L'andesita es troba al lloc 6.

L'andesita és una roca ígnia volcànica de composició intermèdia. La seva composició mineral comprèn generalment plagioclasa, piroxè i/o hornblenda. Sovint hi estan associats biotita, quarsos, magnetites i esfena. El seu nom deriva dels Andes, serralada muntanyosa paral·lela a les costes de Veneçuela fins a la Patagònia. L'andesita presenta colors del negre al verd segons la seva constitució.
Pot considerar-se l'equivalent extrusiu de la diorita plutònica. Com les diorites, l'andesita és característica de les àrees de subducció tectònica en marges oceànics marins, com la costa d'Amèrica del Sud.
La classificació d'andesites pot refinar-se segons el fenocristall més abundant. Per exemple, l'andesita olivina es diu d'aquesta manera perquè l'olivina n'és el seu principal mineral.